# Lael Brainard
Lael Brainard (Amburgo, 1º gennaio 1962) è un'economista statunitense, 14ª direttrice del Consiglio economico nazionale dal 2023 al 2025.
In precedenza è stata membro del consiglio dei governatori della Federal Reserve, dove ha ricoperto il ruolo di governatore amministrativo e presidente dei comitati sulla stabilità finanziaria, affari comunitari e pagamenti, compensazione e liquidazioni. È stata anche sottosegretaria al Tesoro per gli affari internazionali degli Stati Uniti e consigliere del segretario del Tesoro dal 2009 al 2013.

## Biografia
Figlia di un diplomatico statunitense, Alfred Brainard, è nata ad Amburgo e cresciuta nella Germania occidentale e successivamente in Polonia nel periodo precedente le rivoluzioni del 1989 e la caduta del muro di Berlino. Si è laureata con lode in arte alla Wesleyan University. Quindi ha ottenuto master e dottorato in economia presso l'Università di Harvard, dove è stata membro della National Science Foundation. Ha ricevuto una Harvard GSAS Centennial Medal, una White House Fellowship e una Council on Foreign Relations International Affairs Fellowship.

## Carriera professionale

### Settore privato
Brainard ha iniziato a lavorare presso McKinsey & Company fornendo consulenza a clienti aziendali sulle sfide strategiche e anche su microimprese in Africa occidentale. Quindi è stata assistente e professore associato di economia applicata presso la MIT Sloan School of Management dal 1990 al 1996: le sue pubblicazioni hanno fornito importanti contributi sul rapporto tra produzione offshore, commercio e lavoro; la misurazione della disoccupazione strutturale e ciclica nell'economia statunitense; politica commerciale strategica. 
Brainard è stata senior fellow presso la Brookings Institution dal 2001 al 2009 e vicepresidente e direttore del Global Economy and Development Programme dal 2006 al 2009.

### Casa Bianca
A partire dal 1997 Brainard è stata vice consigliere economico nazionale e vice assistente del presidente durante l'amministrazione Clinton. 
Come vice direttore del Consiglio economico nazionale, ha contribuito a costruire una nuova organizzazione della Casa Bianca per affrontare le sfide economiche globali, come la crisi finanziaria asiatica e l'adesione della Cina alla Organizzazione mondiale del commercio. In qualità di "sherpa" statunitense del G8, ha contribuito a dare forma al vertice del G8 del 2000 che, per la prima volta, includeva i leader delle nazioni più povere e ha gettato le basi per il Fondo globale per la lotta all'AIDS, alla tubercolosi e alla malaria. 

### Sottosegretario al Tesoro

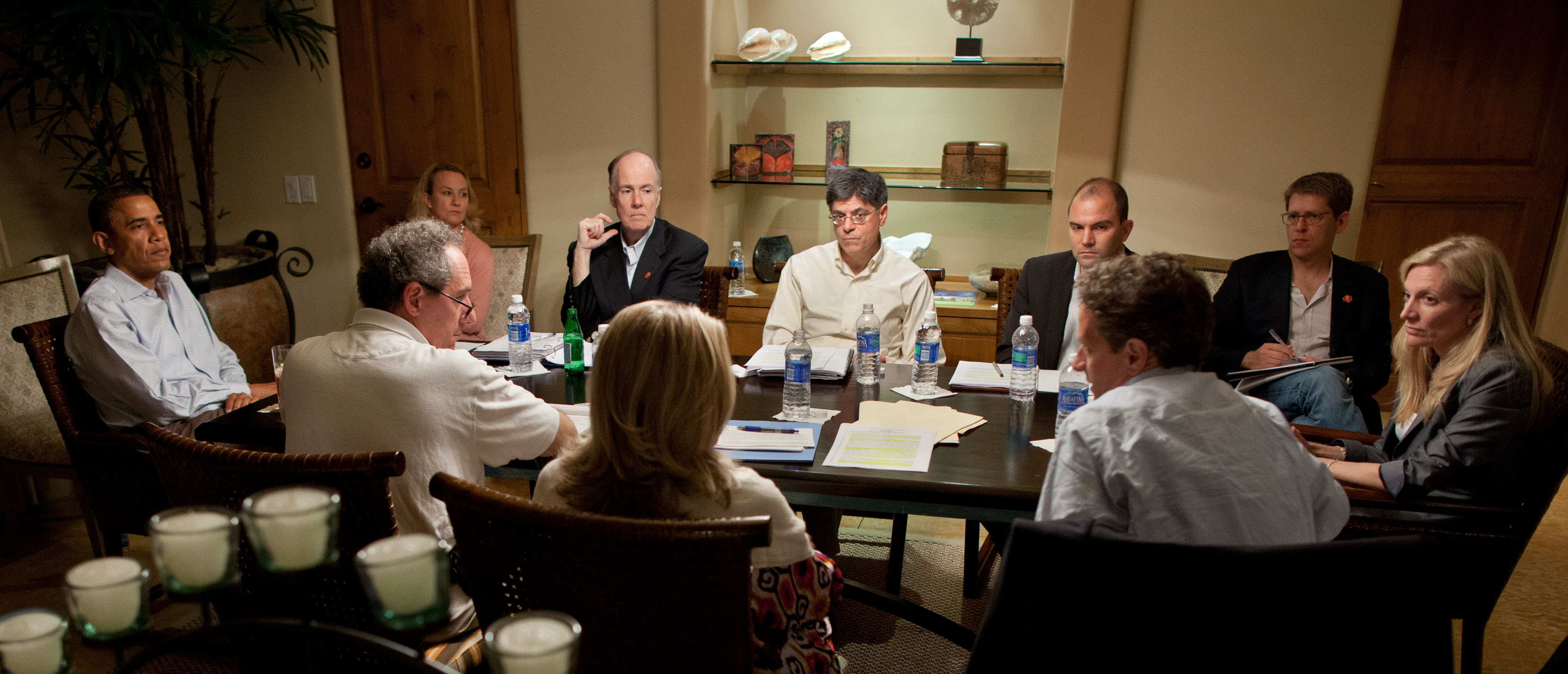
Brainard (estrema destra) ad un briefing con il Presidente Obama prima del summit del G20 a Los Cabos nel 2012

Il 23 marzo 2009, il presidente Obama ha nominato Brainard come Sottosegretario al Tesoro per gli affari internazionali. Il 23 dicembre 2009 la Reuters ha riferito che la Commissione Finanze del Senato aveva approvato Brainard per diventare "il principale diplomatico globale del Dipartimento del Tesoro, un lavoro che le avrebbe dato un ruolo chiave nel tentativo di spingere la Cina verso una valuta flessibile".  Il Senato l'ha confermata con un voto di 78-19 il 20 aprile 2010.
Brainard ha gestito l'Ufficio per gli affari internazionali presso il Dipartimento del Tesoro con responsabilità tra cui la crisi dell'area dell'euro e le relazioni valutarie con la Cina.
In questo ruolo, esercitò pressioni sulla Cina per consentire alle forze del libero mercato di guidare la sua valuta. Ha anche fatto pressioni sull'Europa affinché seguisse un piano di salvataggio economico più forte durante la crisi del debito sovrano.

### Consiglio della Federal Reserve

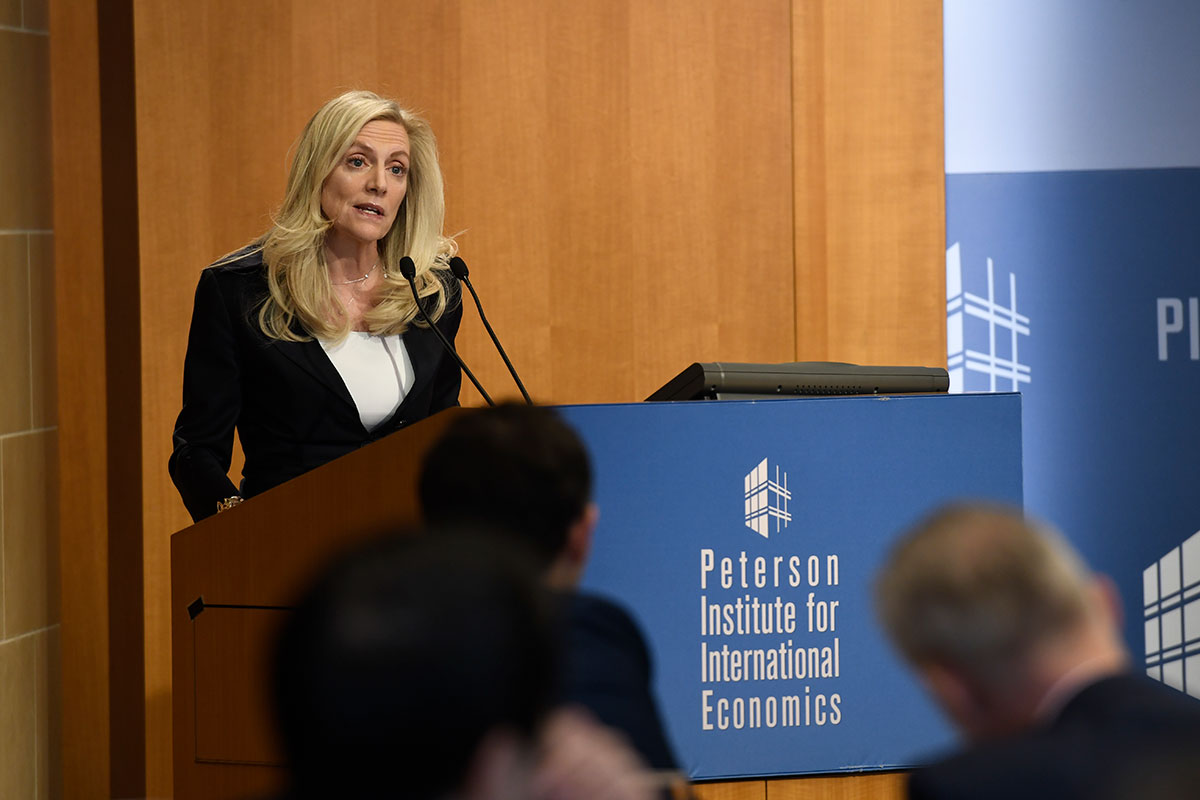
Brainard parla al Peterson Institute nel 2018

Nel gennaio 2014 Brainard è stata nominata membro del consiglio dei governatori del sistema della Federal Reserve. Confermata dal Senato con un voto di 61-31 il 12 giugno 2014, ha iniziato il suo mandato il 16 giugno 2014. È presidente della commissione per la stabilità finanziaria, della commissione per gli affari della Federal Reserve Bank, della commissione sui consumatori e gli affari comunitari, la commissione per i pagamenti, la compensazione e i regolamenti e la sottocommissione per le piccole organizzazioni bancarie regionali e comunitarie. 
Nel novembre del 2020, dopo l'elezione presidenziale negli Stati Uniti, Brainard è stata tra i candidati all'incarico di segretario del Tesoro nell'Amministrazione Biden.

### Vice Presidente della Federal Reserve

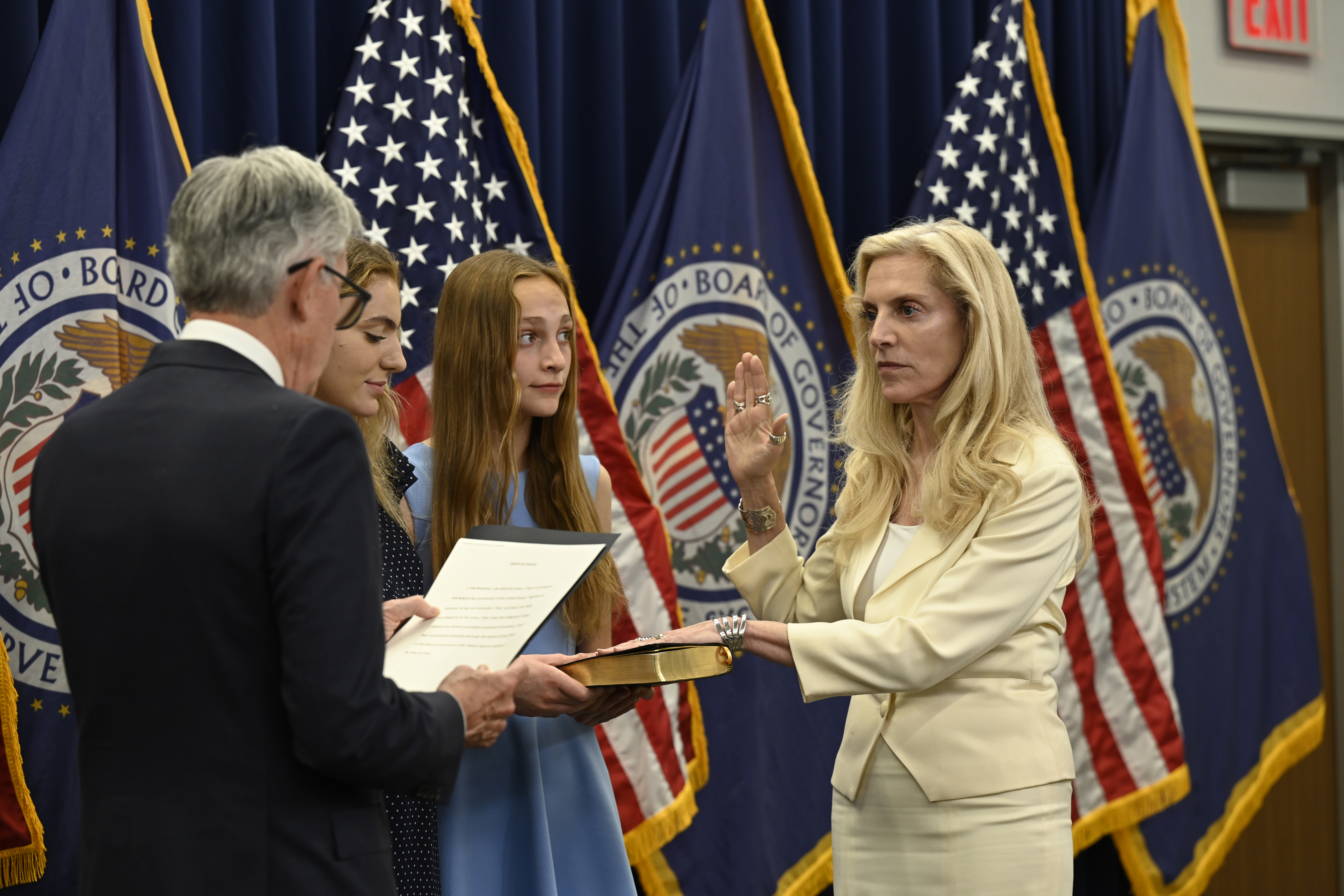
Brainard giura come Vice Presidente della Federal Reserve davanti a Jerome Powell nel maggio 2022

Il 22 novembre 2021, il presidente Joe Biden ha nominato Brainard vicepresidente della Federal Reserve subentrando nel ruolo a Richard Clarida. La sua nomina iniziale è stata restituita al presidente Biden il 3 gennaio 2022, poiché scadeva alla fine dell'anno. Il giorno successivo il presidente Biden l'ha rinominata.
Le udienze sulla nomina di Brainard si sono svolte davanti al Comitato bancario del Senato il 13 gennaio 2022. Il comitato ha espresso favorevolmente la sua nomina all'aula del Senato il 16 marzo 2022 con un voto di 16-8. Il 25 aprile 2022, il Senato degli Stati Uniti ha chiesto la chiusura della sua nomina con un voto di 54-40. Il 26 aprile 2022, la sua nomina è stata confermata dal Senato con un voto di 52-43, con tutti i Democratici presenti e sette Repubblicani che hanno votato a favore della sua conferma.  È diventata la terza donna a ricoprire il ruolo di vicepresidente della Fed, dopo Alice Rivlin e Janet Yellen.

## Opere
Brainard è co-autore di Too Poor For Peace? (2007); co-autore di Offshoring White Collar Work (2006); autore di Transforming the Development Landscape: the Role of the Private Sector (2006) e di Security by Other Means: Foreign Assistance, Global Poverty and American Leadership (2006); co-autore di The Other War: Global Poverty and the Millennium Challenge Corporation (2004).

## Vita privata
Si è sposata nel 1998 con Kurt Campbell, diplomatico e uomo d'affari, ex assistente del Segretario di Stato per gli affari internazionali. Tre i figli.